# Крейтор, Николай Корнеевич фон
Николай Корнеевич фон Крейтор (швед. Nikolaj Klaus von Kreitor; 16 февраля 1946 г. — 13 июня 2003 г., Нью-Йорк) — русский социолог, политолог и журналист.
Автор ряда научных работ в области социологии национальных меньшинств, социологии права и международного права.

## Биография
Родился в СССР в семье белогвардейского эмигранта и Вирджинии Крейтор (по другим источникам — от польских родителей).
Доктор философии (Лундский университет, Швеция), профессор. Член-корреспондент Международной Славянской Академии (МСА).
С 1976 года председатель шведского комитета по соблюдению Хельсинкских соглашений.
Умер после тяжёлой болезни.

## Книги
- «Феноменология социального действия» (“Interaktionens fenomenology”, Стокгольм, Швеция, 1975 г.);
- «Меньшинство, культура, идентичность» (“Identitet, kultur, identiet”, Эребро, Швеция, 1979 г.);
- «Автобиографическая критика реально существующего корпоративизма в Швеции» (“Kansankodin kuokkavieras”, Хельсинки, Финляндия, 1980 г.);
- «Индустрия и контроль сознания» (“Identitetsindustri och identitetskontrol”, Эребро, Швеция, 1981 г.);
- «Россия против нового мирового порядка» (в соавторстве с Валентином Пруссаковым “Russia Against the New World Order”, Нью-Йорк, США, 1994 г.);
- «Россия, Европа и новый мировой порядок» (“Russland, Europa und Washingtons Neue Welt-Ordnung. Das geopolitische Project einer Pax eurasiatica”, Бонн, Германия).

## Публицистика
В России публиковался в журналах «Наш Современник», «Молодая гвардия» , «Новая Россия», «Историческая газета», а также в таких газетах, как «Завтра», «Советская Россия», «Юридическая газета», «Правда-5» и др.

### Статьи
- Пауль Лагард, евреи и будущее России .
- Очерк американской геостратегической доктрины
- Уничтожение Дрездена
- Новая "холодная война"